# God Save the Clean
God Save the Clean è un album tributo del 1998 ai The Clean con brani reinterpretati anche da artisti dell'etichetta discografica Flying Nun Records.

## Track list
1. "Beatnik" - Head Like a Hole
2. "Sad Eyed Lady" - Alec Bathgate
3. "What Ever I Do is Right/Wrong" - Barbara Manning & Calexico
4. "Side On" - Salmonella Dub
5. "Fish" - Gray Bartlett
6. "Oddity" - Pavement
7. "Franz Kafka At the Zoo (Metamorphosis Mix)" - Rotor
8. "Attack of the Teddy Bears" - Nodrog
9. "Yesterday Was" - Chris Knox
10. "Draw(in) to a (w)hole" - Guided by Voices
11. "On Again, Off Again" - Livids
12. "Small Girl" - Cloudboy
13. "End of my Dream" - Conray
14. "At the Bottom (Mach 2)" - ICU
15. "Point That Thing Somewhere Else" - High Dependency Unit & Peter Gutteridge
16. "Anything Could Happen" - Baiter Cell
17. "Billy Two" - Bressa Creeting Cake
18. "Two Fat Sisters" - Graeme Downes
19. "Platypus" - Scooter
20. "Getting Older" - Alastair Galbraith
21. "Do Your Thing" - Sugarbug